# Oscar Nkolo Kanowa

Wappen von Oscar Nkolo Kanowa

Oscar Nkolo Kanowa CICM (* 8. September 1957 in Mbuji-Mayi, Belgisch-Kongo) ist ein kongolesischer Ordensgeistlicher und römisch-katholischer Bischof von Mweka.

## Leben
Oscar Nkolo Kanowa trat 1981 der Ordensgemeinschaft der Kongregation vom Unbefleckten Herzen Mariens bei und legte im September 1982 die erste Profess ab. Im September 1986 legte Nkolo Kanowa die ewige Profess ab. Er empfing am 19. Juli 1987 das Sakrament der Priesterweihe.
Am 18. Februar 2017 ernannte ihn Papst Franziskus zum Bischof von Mweka.